# 証券市場
証券市場（しょうけんしじょう）あるいは株式市場（かぶしきしじょう）とは、金融市場の中で、有価証券（株式、公社債など）の発行が行われる発行市場と、それが流通する流通市場との総称である。

## 発行市場と流通市場
英語では発行市場を一次市場(primary market)、流通市場を二次市場(secondary market)という。これは新しく証券が登場する最初の場所が発行市場で、一度発行市場を通過した証券が転々と売買される場所が流通市場である、という意味である。
証券の社会的な機能としては、資金の調達機能や小口の資金を集めて大口の資金をつくりだす資産変換機能（資産の性格を変換する機能）が知られている。それが果たされているのは発行市場においてである。他方で発行市場が機能する上では、つまり証券の発行が成立する上では、流通市場が存在して証券の流動性（売買可能性）が確保されていることには大きな意味がある。流通市場が存在する証券の方が投資家にとっては流動性の確保が容易であり安心できるからである。
経営者の立場から見た場合、資金調達手段としての株は、二次市場（流通市場）でどんな価格で売れようが、もうすでに資金を調達した後なので、本来的には関係が無かった。しかし、1970年ごろの時価発行制度の導入によって、次期新株発行が流通市場における時価に影響を受けるために、資金調達という意味でも流通市場が意義をもつようになった。

## 証券取引所の規制
様々な商品取引でも同じであるが、商品取引を容易にするためには同じ場所、同じ時間に取引を品物を持ち寄ることで、売買の成立は容易になる。品物が互いにわかっている定型化された取引の場合には、注文という情報を持ち寄るだけでも同じことが可能である。つまり市場の本質は売買についての注文情報が集まり、新たな価格情報などが生み出される場所ということになる。こうして一度「市場」（マーケット）が成立すると、市場に参加するものの利害を守るために、市場に入ることに入場料を取ったり、市場に入れるものを限定して会員制度あるいは組合員制度を取ることも見られる。
証券取引所で多く見られた規制は、会員制度（会員だけが取引所で取引資格がある）、上場制度（取引可能なものを上場されたものに限定する）、市場集中原則（会員に対して上場証券について取引所での売買を義務付ける）、固定取引手数料制度（会員に対して取引所で定めた固定取引手数料を徴収することを義務付ける）などである。これらの規制には、市場の機能を高める側面と、会員の利害を守る側面との両面があると考えられる。
このような取引所の規制的なあり方は、自然発生的に市場の分裂(fragmentation)を生み出してきた。上場制度による制約は、上場されていない証券を店頭市場(over-the-counter markets)が扱うことを生み出した。また会員制度は、非会員が場外市場(curve markets)を作ることを妨げるものではなかった。他方で、市場の分裂は、売買注文を出す側からすれば、不便なことなので市場を統合するという合理化への圧力を生み出すものである。
このように市場は本質的に統合と分裂を繰り返す存在なのである。近年、この市場問題に新たな意味付けを与えているのは機関投資家 institutional investorsの成長である。投資金額が巨大化している機関投資家は、市場に対して自らの要求を突きつけるようになっており、市場はこの機関投資家の要求への対応を迫られているのである。加えて機関投資家の要求に沿うように取引のスピード、匿名性、コストでの効率化などを実現した私設取引システムPTS:proprietary trading systems（なお伝統的取引所に対抗するシステムとしての側面が強調されるときはPTSと呼ばれるが、同じシステムについて高度な情報技術システムの側面を強調するときは電子取引システムECN:electronic communication networks と呼ばれることがある）の登場と成長は、既存の取引所に脅威となり、取引所の側の変革を促すように作用したのである。
取引所による市場の独占や様々な規制は、先進資本主義国で独占禁止法制の例外として容認されていたが、すでに述べたように機関投資家（具体的には年金、保険、さまざまなファンドなど）は、このような取引所の独占が果たして効率的な市場を実現しているかについて疑問を提出するようになった。このような不満を受ける形で、アメリカでは1970年代にまたイギリスでは1980年代に、取引所の独占を否定する市場改革が実現した。このうち1986年にイギリスで行われた改革は「ビッグバン」（参照ビッグバン (金融市場)）と呼ばれるもの。日本で1997年から1998年にかけて行われた市場改革は、このイギリスの改革をもじって「日本版ビッグバン」（参照金融ビッグバン）と呼ばれる。このような市場改革がPTSの登場をもたらし、市場改革のスピードをさらに上げることを既存の取引所に迫っているのである。

## 店頭市場
店頭市場とは、取引所で扱わない証券の市場という意味である。日本では日本証券業協会（日証協）が1963年以来運営してきた店頭登録銘柄制度がこれにあたるが、2004年11月にジャスダック証券取引所への鞍替えに伴い消滅している。これには以下のような経緯による。
日本の店頭市場は証券会社間の相対取引が基本だが、店頭登録銘柄制度においては、1976年に発足した日本店頭証券（2001年にジャスダックに商号変更するとともに市場運営を日証協から受託）で、実質的に市場取引が行われていた。しかし法律的には市場取引が行われている場所として長く認知されなかっただけでなく、機能としては取引所の基準を満たさない企業のための補完的市場の位置を与えられ、企業が成長するとともに取引所に企業が移る関係にあった。1998年の証券取引法（現：金融商品取引法）改正では、店頭市場は店頭売買有価証券市場とされ、市場として取引所と対等の地位を与えられた。
しかし金融ビッグバン以降、マザーズやNASDAQ JAPANなど証券取引所が相次いで新興企業向け市場を立ち上げると、その補完的機能においても取引所とまともに競合するようになった。そこで日証協では2003年に店頭市場の活性化のため、2001年に「店頭市場」から改称した「ジャスダック(JASDAQ)市場」を証券取引所に転換する事を決定した。かくしてジャスダック市場は、2004年12月1日に日証協が母体となって設立した株式会社ジャスダック証券取引所へ改組され、それまで店頭銘柄とされていたものが（証券取引所に於ける）上場銘柄に変わった。この結果、日本では店頭市場・店頭銘柄は事実上消滅している。2010年には株式会社ジャスダック証券取引所が大阪証券取引所に吸収合併され、両社のヘラクレス市場・NEO・ジャスダック市場を（新）ジャスダック市場として統合・集約させている。
なお、アメリカ合衆国にはNASDAQが取引所と異なる店頭市場として設立されたが、現在では店頭取引本来の機能は喪失し、OTCブリティンボードに店頭取引は移行している。
また、台湾においては、タイペイエクスチェンジが設立されており、「台湾のナスダック」とも称される。